# Богата де Сус (Клуж)
Богата де Сус (рум. Bogata de Sus) насеље је у Румунији у округу Клуж у општини Вад. Oпштина се налази на надморској висини од 287 m.

## Становништво
Према подацима из 2002. године у насељу је живело 258 становника, од којих су сви румунске националности.